# ورزشگاه المپیک کیش

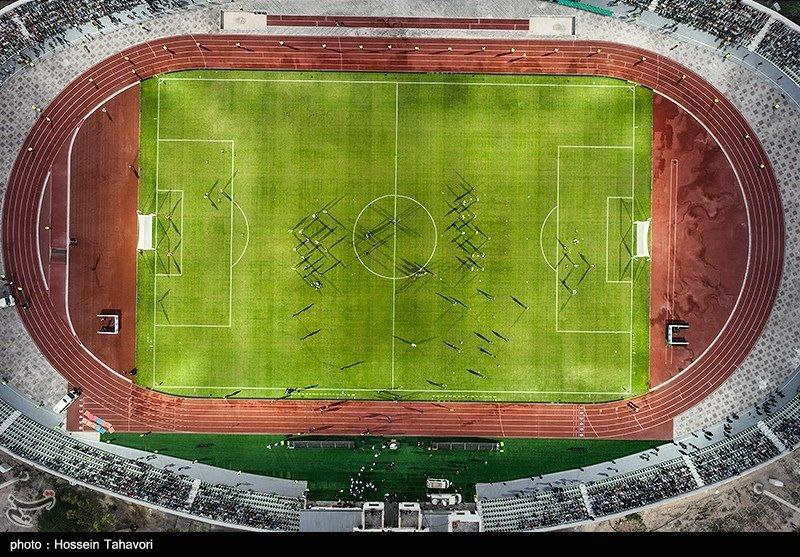
ورزشگاه کیش

ورزشگاه المپیک کیش یک ورزشگاه فوتبال در جزیره کیش است.
این ورزشگاه در نزدیکی میدان المپیک و مجموعهٔ شهر زیرزمینی کاریز کیش واقع شده و مساحت آن بیش از ۲۰۰۰۰ متر مربع است. گنجایش این ورزشگاه ۸٬۱۰۰ نفر است که قرار است تا ۱۵ هزار نفر افزایش یابد. تکمیل و بازسازی این ورزشگاه توسط سازمان منطقه آزاد کیش و در زمان مدیرعاملی رحیم سرهنگی صورت گرفته‌است.
در تاریخ ۱۰ دی ۱۴۰۲ و پیش از بازی ایران و بورکینافاسو از چمن هیبریدی (ترکیب چمن طبیعی و مصنوعی) آن رونمایی شد تا اولین ورزشگاه با چمن هیبریدی در ایران باشد.